# Чёрные крылья, чёрные вести
«Чёрные крылья, чёрные вести» (англ. Dark Wings, Dark Words) — второй эпизод третьего сезона фэнтезийного сериала канала HBO «Игра престолов», и 22-й во всём сериале. Сценарий написала Ванесса Тейлор, а режиссёром стал Дэниель Минахан. Премьера эпизода состоялась 7 апреля 2013 года.
Название относится к старой поговорке о воронах-посланниках, ссылаясь на то, что такие срочно доставленные новости являются плохими. В эпизоде Робб Старк получает новости о смерти Хостера Талли, а также о разграблении Винтерфелла и об исчезновении Брана и Рикона.

## Сюжет

### В Королевской Гавани
Санса Старк (Софи Тёрнер) была приглашена на обед с леди Маргери Тирелл (Натали Дормер) и её бабушкой леди Оленной Тирелл (Дайана Ригг). Они просят Сансу рассказать о короле Джоффри Баратеоне (Джек Глисон) и будет ли он хорошим мужем для Маргери. Санса отказывается говорить правду о нём, но, в итоге, Тиреллы убедили её рассказать им о его жестокости.
Примеряя свадебный наряд, король Джоффри обсуждает свою будущую невесту со своей мамой, королевой Серсеей (Лина Хиди). После он приглашает Маргери в свои покои, чтобы обсудить предстоящую охоту. Он задает Маргери вопросы о её прошлом браке и покойном муже Ренли Баратеоне. Маргери отвечает, что их брак не был закреплен отношениями, а Ренли не предпочитал «компанию женщин». Джоффри говорит, что знал, что Ренли был «извращенцем» и считал, что за это нужно карать смертью. Маргери говорит, что это его право как короля. В разговоре о новом арбалете Джоффри, он говорит Маргери, что он бы наслаждался её видом, когда она будет убивать кого-то с его помощью.
Тирион Ланнистер (Питер Динклэйдж) возвращается в свою комнату, чтобы найти Шаю (Сибель Кекилли), которая ожидала его. Он предупреждает её об осторожности и что им нужно опасаться угроз отца, но она неустрашима. Она предупреждает его, что лорд Бейлиш проявляет интерес к Сансе Старк, однако он отвечает, что она больше не его будущая королева, и что многие мужчины будут проявлять интерес к ней.

### За Стеной
Манс-налётчик (Киаран Хайндс), продолжая не доверять полностью Джону Сноу (Кит Харингтон) идут в пути к Стене вместе с Тормундом Великаньей смертью (Кристофер Хивью) и Игритт (Роуз Лесли) В Пути они ненадолго останавливаются, чтобы поговорить с Ореллом (Маккензи Крук). Орелл оказывается варгом, тем, кто способен видеть сквозь глаза животных. Он выходит из транса, чтобы сказать Мансу, что он видел Кулак Первых людей и последствия битвы, которая там была.
Возвращаясь обратно к Стене, Сэмвелл Тарли (Джон Брэдли) падает от усталости и ему помогают Гренн (Марк Стэнли) и Эдд (Бен Кромптон). Лорд-командующий Джиор Мормонт (Джеймс Космо) приказывает Расту (Люк Барнс) следить за тем, чтобы Сэм добрался до Стены живым.

### На Севере
Брану Старку (Айзек Хэмпстед-Райт) снится сон, где он пытается застрелить трёхглазого ворона, но его прерывает парень, который объясняет ему, что это невозможно, так как Бран и есть ворон. Когда он просыпается, Бран, Ходор (Кристиан Нэрн) и Оша (Наталия Тена) продолжают своё шествие к северу с младшим братом Брана Риконом (Арт Паркинсон). Позже, когда Ходор и Рикон отсутствуют, Оша подозревает, что кто-то следует за ними и уходит для расследования. Брана затем встречает парень из его сна, который говорит, что он Жойен Рид (Томас Броди Сангстер), и что он такой же провидец, как и Бран. Ему компанию составляет его сестра Мира (Элли Кендрик). Жойен говорит, что у него тоже был сон, и что они искали Брана, веря, что он сыграет важную роль в будущем.
Теона Грейджоя (Альфи Аллен) держит в плену группа людей, пытающих его ради информации. Несмотря на правдивые ответы Теона на все вопросы, они продолжают истязать его. Когда они уходят, парень (Иван Реон), который заявляет, что его послала сестра Теона, Яра Грейджой, обещает ему помочь, когда солдаты уснут.

### В Речных Землях
Король Севера Робб Старк (Ричард Мэдден) получает два письма, в одном говорилось о смерти его деда, Хостера Талли, а в другом, что его дом, Винтерфелл, был сожжён Железными островитянами. В письме также сообщается, что Бран и Рикон не были найдены среди руин Винтерфелла. Он сообщает о новостях своей матери леди Кейтилин (Мишель Фэйрли), и они отправляются на похороны её отца в Риверран. В пути лорд Рикард Карстарк (Джон Стал) высказывает своё недовольство по поводу похорон. Позже Кейтилин обсуждает своих детей с королевой Талисой (Уна Чаплин), в разговоре она неожиданно признается в своём отношении к Джону Сноу и тем, что она чувствует ответственность за то, что случилось со всеми ними.
Пробираясь на север, Арья Старк (Мэйси Уильямс), Джендри (Джо Демпси) и Пирожок (Бен Хоки) сталкиваются с небольшой группой во главе с Торосом из Мира (Пол Кэй), который подозревает, что они сбежали из Харренхола. Он говорит им, что он и его люди сражаются за Братство без Знамён и берут их собой в гостиницу поесть. Закончив трапезу, Арья, Джендри и Пирожок направляются к выходу, но в это время другая группа солдат из Братства входит с пленённым Сандором Клиганом (Рори Макканн), который узнаёт Арью и раскрывает Торосу и его людям её настоящее имя.
Бриенна из Тарта (Гвендолин Кристи) продолжает сопровождать сира Джейме Ланнистера (Николай Костер-Вальдау) в Королевскую Гавань, надеясь обменять его на Сансу и Арью. В пути они встречаются с фермером, который предупреждает их об опасности на Королевском тракте. Джейме предупреждает Бриенну, что фермер может узнать его и выдать их, что его нужно убить, но Бриенна отказывается. Когда они доходят до моста, Джейме пользуется возможностью и выхватывает один из мечей Бриенны, но она побеждает его. Их бой прерывает подоспевший отряд Локка (Ноа Тейлор), знаменосца Русе Болтона (Майкл Макэлхаттон), которого привел фермер, узнавший Джейме.

## Производство
«Чёрные крылья, чёрные вести» был написан Ванессой Тейлор, которая ранее написала сценарии к эпизодам «Костяной Сад» и «Старые Боги и Новые» во втором сезоне. Эпизод был адаптирован из следующих глав романа «Буря мечей» Джорджа Р. Р. Мартина: Бран I, Санса I, Джон II, Арья I,II и V и Джейме II и III.
Этот эпизод также подчёркивает первое появление Дайаны Ригг (в роли Леди Оленны Тирелл), Маккензи Крука (в роли Орелла), Пола Кэя (в роли Тороса из Мира), Томаса Броди Сангстера (в роли Жойена Рида), Элли Кендрик (в роли Миры Рид), Филипа Макгинли (в роли Энгая), Ноа Тейлора (в роли Локка) и Ивана Реона (в роли парня-чистильщика, навещающего Теона).

## Критика
«Чёрные крылья, чёрные вести» на первом вещании посмотрели 4.27 миллионов зрителей. Принимая во внимание посмотревших поздний повтор, цифры выросли до 5.54 миллионов.
Мэтт Фоулер из IGN дал эпизоду оценку 8.5/10, написав, что «не так много больших моментов было на этой неделе в „Игре престолов“, но много персонажей появилось в сериале.» Дэвид Симс, делая обзор для «The A.V. Club», оценил эпизод на 4+ за новичков. Тодд ВанДерВерфф, оценивая для экспертов, тоже оценил эпизод на 4+.